# Liste des monuments historiques protégés en 1894
Cet article recense les monuments historiques français classés en 1894.

## Protections
| Édifice                            | Commune              | Département      | Région                     | Protection | Base Mérimée                         | Coordonnées                        | Image |
| ---------------------------------- | -------------------- | ---------------- | -------------------------- | ---------- | ------------------------------------ | ---------------------------------- | ----- |
| Grotte-Dolmen des Fées de Cordes   | Fontvieille          | Bouches-du-Rhône | Provence-Alpes-Côte d'Azur | classé     | « PA00081266 », notice no PA00081266 | 43° 42′ 25″ nord, 4° 41′ 02″ est   |       |
| Dolmen de Coutignargues            | Fontvieille          | Bouches-du-Rhône | Provence-Alpes-Côte d'Azur | classé     | « PA00081263 », notice no PA00081263 | 43° 42′ 12″ nord, 4° 40′ 40″ est   |       |
| Château de Châteauneuf             | Châteauneuf          | Côte-d'Or        | Bourgogne-Franche-Comté    | classé     | « PA00112183 », notice no PA00112183 | 47° 13′ 04″ nord, 4° 38′ 24″ est   |       |
| Calvaire et chapelle de Tronoën    | Saint-Jean-Trolimon  | Finistère        | Bretagne                   | classé     | « PA00090421 », notice no PA00090421 | 47° 51′ 11″ nord, 4° 19′ 42″ ouest |       |
| Prieuré de Bellefontaine           | Nampcel              | Oise             | Hauts-de-France            | classé     | « PA00114766 », notice no PA00114766 | 49° 30′ 45″ nord, 3° 04′ 53″ est   |       |
| Église Saint-Gervais-Saint-Protais | Rhuis                | Oise             | Hauts-de-France            | classé     | « PA00114837 », notice no PA00114837 | 49° 18′ 15″ nord, 2° 41′ 45″ est   |       |
| Église Saint-Laurent               | Neuvy-en-Champagne   | Sarthe           | Pays de la Loire           | classé     | « PA00109889 », notice no PA00109889 | 48° 04′ 40″ nord, 0° 02′ 25″ ouest |       |
| Menhir des Rivaux                  | Egriselles-le-Bocage | Yonne            | Bourgogne-Franche-Comté    | classé     | « PA00113679 », notice no PA00113679 | 48° 05′ 50″ nord, 3° 12′ 01″ est   |       |
| Église Saint-Pierre-et-Saint-Paul  | Santeuil             | Val-d'Oise       | Île-de-France              | classé     | « PA00080207 », notice no PA00080207 | 49° 07′ 22″ nord, 1° 57′ 07″ est   |       |